# Людвиг Фридрих I (князь Шварцбург-Рудольштадта)
Людвиг Фридрих I Шварцбург-Рудольштадтский (нем. Ludwig Friedrich I. von Schwarzburg-Rudolstadt; 25 октября 1667, Рудольштадт — 24 июня 1718, там же) — князь Шварцбург-Рудольштадта, граф Гонштейна и правитель Рудольштадта, Бланкенбурга и Зондерсхаузена.

## Биография
Людвиг Фридрих — сын князя Альбрехта Антона Шварцбург-Рудольштадтского и его супруги, поэтессы и пиетистки Амалии Юлианы Барби-Мюлингенской. При Людвиге Фридрихе было официально опубликовано возведение линии Шварцбург-Рудольштадт в имперские сословия, произведённое при его отце в 1697 и повторно 1710 годах. Возведение в имперское сословие укрепило позиции Шварцбургов в отношении эрнестинской линии Веттинов и обеспечило их существование до Нового времени.

## Потомки
15 октября 1691 года Людвиг Фридрих женился на Анне Софии Саксен-Гота-Альтенбургской, старшей дочери герцога Фридриха I Саксен-Гота-Альтенбургского и его супруги Магдалены Сибиллы, дочери герцога Августа Саксен-Вейсенфельского. У них родились:
- Фридрих Антон I (1692—1744), князь Шварцбург-Рудольштадта, женат на принцессе Софии Вильгельмине Саксен-Кобург-Заальфельдской (1690—1727), затем на принцессе Кристине Софии Ост-Фрисландской (1688—1750)
- Амалия Магдалена (1693)
- София Луиза (1693—1776)
- София Юлиана (1694—1776), монахиня Гандерсгеймского монастыря
- Вильгельм Людвиг (1696—1757), женат морганатическим браком на Генриетте Каролине Гебойр (1706—1794), «баронессе фон Броккенбург»
- Кристина Доротея (1697—1698)
- Альбрехт Антон (1698—1720)
- Эмилия Юлиана (1699—1774)
- Анна София (1700—1780), замужем за герцогом Францем Иосией Саксен-Кобургским (1697—1764)
- Доротея София (1706—1737)
- Луиза Фридерика (1706—1787)
- Магдалена Сибилла (1707—1795), монахиня Гандерсгеймского монастыря
- Людвиг Гюнтер II (1708—1790), князь Шварцбург-Рудольштадта, женат на графине Софии Елизавете Рёйсс цу Унтергрейц (1711—1771)